# Euungulata
Classification phylogénétique
Clade
Les Euungulata sont un taxon hypothétique de mammifères placentaires. Ce clade a été proposé pour rassembler l'ordre des Perissodactyla (équidés, rhinocéros et tapirs) et celui des Cetartiodactyla (ruminants, camélidés, porcins, hippopotames et cétacés).
Plusieurs études cladistiques ont démontré la polyphylie du super-ordre des Ongulés (Ungulata), décrit à l'origine par Linné. Certains auteurs, en ont donc proposé une définition plus restreinte, centrée sur les ongulés « historiques » (périssodactyles et artiodactyles), mais en y adjoignant le groupe des cétacés. Ces Euungulata, ou « ongulés vrais », constitueraient ainsi un clade monophylétique et formeraient le groupe frère des Ferae (carnivores et pangolins).
D'autres études, placent au contraire les Perissodactyla et les Ferae dans un clade nommé Zooamata et rendent ainsi le concept d'ongulé définitivement caduc.

## Phylogénie
Phylogénie des ordres actuels de laurasiathériens, d'après Zhou et al., 2011 :
|  | Pholidota (pangolins)                                  |
|  |                                                        |
|  | Carnivora (chats, hyènes, chiens, ours, phoques, etc.) |
|  |                                                        |

|  | Perissodactyla (chevaux, tapirs, rhinocéros, etc.)                         |
|  |                                                                            |
|  | Cetartiodactyla (chameaux, porcs, ruminants, hippopotames, baleines, etc.) |
|  |                                                                            |

|  | Pholidota (pangolins)                                  |
|  |                                                        |
|  | Carnivora (chats, hyènes, chiens, ours, phoques, etc.) |
|  |                                                        |

|  | Perissodactyla (chevaux, tapirs, rhinocéros, etc.)                         |
|  |                                                                            |
|  | Cetartiodactyla (chameaux, porcs, ruminants, hippopotames, baleines, etc.) |
|  |                                                                            |

|  | Pholidota (pangolins)                                  |
|  |                                                        |
|  | Carnivora (chats, hyènes, chiens, ours, phoques, etc.) |
|  |                                                        |

|  | Perissodactyla (chevaux, tapirs, rhinocéros, etc.)                         |
|  |                                                                            |
|  | Cetartiodactyla (chameaux, porcs, ruminants, hippopotames, baleines, etc.) |
|  |                                                                            |

|  | Pholidota (pangolins)                                  |
|  |                                                        |
|  | Carnivora (chats, hyènes, chiens, ours, phoques, etc.) |
|  |                                                        |

|  | Perissodactyla (chevaux, tapirs, rhinocéros, etc.)                         |
|  |                                                                            |
|  | Cetartiodactyla (chameaux, porcs, ruminants, hippopotames, baleines, etc.) |
|  |                                                                            |

|  | Pholidota (pangolins)                                  |
|  |                                                        |
|  | Carnivora (chats, hyènes, chiens, ours, phoques, etc.) |
|  |                                                        |

|  | Perissodactyla (chevaux, tapirs, rhinocéros, etc.)                         |
|  |                                                                            |
|  | Cetartiodactyla (chameaux, porcs, ruminants, hippopotames, baleines, etc.) |
|  |                                                                            |

|  | Pholidota (pangolins)                                  |
|  |                                                        |
|  | Carnivora (chats, hyènes, chiens, ours, phoques, etc.) |
|  |                                                        |

|  | Perissodactyla (chevaux, tapirs, rhinocéros, etc.)                         |
|  |                                                                            |
|  | Cetartiodactyla (chameaux, porcs, ruminants, hippopotames, baleines, etc.) |
|  |                                                                            |

|  | Pholidota (pangolins)                                  |
|  |                                                        |
|  | Carnivora (chats, hyènes, chiens, ours, phoques, etc.) |
|  |                                                        |

|  | Perissodactyla (chevaux, tapirs, rhinocéros, etc.)                         |
|  |                                                                            |
|  | Cetartiodactyla (chameaux, porcs, ruminants, hippopotames, baleines, etc.) |
|  |                                                                            |

|  | Pholidota (pangolins)                                  |
|  |                                                        |
|  | Carnivora (chats, hyènes, chiens, ours, phoques, etc.) |
|  |                                                        |

|  | Perissodactyla (chevaux, tapirs, rhinocéros, etc.)                         |
|  |                                                                            |
|  | Cetartiodactyla (chameaux, porcs, ruminants, hippopotames, baleines, etc.) |
|  |                                                                            |

|  | Pholidota (pangolins)                                  |
|  |                                                        |
|  | Carnivora (chats, hyènes, chiens, ours, phoques, etc.) |
|  |                                                        |

|  | Perissodactyla (chevaux, tapirs, rhinocéros, etc.)                         |
|  |                                                                            |
|  | Cetartiodactyla (chameaux, porcs, ruminants, hippopotames, baleines, etc.) |
|  |                                                                            |

|  | Pholidota (pangolins)                                  |
|  |                                                        |
|  | Carnivora (chats, hyènes, chiens, ours, phoques, etc.) |
|  |                                                        |

|  | Perissodactyla (chevaux, tapirs, rhinocéros, etc.)                         |
|  |                                                                            |
|  | Cetartiodactyla (chameaux, porcs, ruminants, hippopotames, baleines, etc.) |
|  |                                                                            |

|  | Pholidota (pangolins)                                  |
|  |                                                        |
|  | Carnivora (chats, hyènes, chiens, ours, phoques, etc.) |
|  |                                                        |

|  | Perissodactyla (chevaux, tapirs, rhinocéros, etc.)                         |
|  |                                                                            |
|  | Cetartiodactyla (chameaux, porcs, ruminants, hippopotames, baleines, etc.) |
|  |                                                                            |

|  | Pholidota (pangolins)                                  |
|  |                                                        |
|  | Carnivora (chats, hyènes, chiens, ours, phoques, etc.) |
|  |                                                        |

|  | Perissodactyla (chevaux, tapirs, rhinocéros, etc.)                         |
|  |                                                                            |
|  | Cetartiodactyla (chameaux, porcs, ruminants, hippopotames, baleines, etc.) |
|  |                                                                            |

|  | Pholidota (pangolins)                                  |
|  |                                                        |
|  | Carnivora (chats, hyènes, chiens, ours, phoques, etc.) |
|  |                                                        |

|  | Perissodactyla (chevaux, tapirs, rhinocéros, etc.)                         |
|  |                                                                            |
|  | Cetartiodactyla (chameaux, porcs, ruminants, hippopotames, baleines, etc.) |
|  |                                                                            |

|  | Pholidota (pangolins)                                  |
|  |                                                        |
|  | Carnivora (chats, hyènes, chiens, ours, phoques, etc.) |
|  |                                                        |

|  | Perissodactyla (chevaux, tapirs, rhinocéros, etc.)                         |
|  |                                                                            |
|  | Cetartiodactyla (chameaux, porcs, ruminants, hippopotames, baleines, etc.) |
|  |                                                                            |

|  | Pholidota (pangolins)                                  |
|  |                                                        |
|  | Carnivora (chats, hyènes, chiens, ours, phoques, etc.) |
|  |                                                        |

|  | Perissodactyla (chevaux, tapirs, rhinocéros, etc.)                         |
|  |                                                                            |
|  | Cetartiodactyla (chameaux, porcs, ruminants, hippopotames, baleines, etc.) |
|  |                                                                            |

|  | Pholidota (pangolins)                                  |
|  |                                                        |
|  | Carnivora (chats, hyènes, chiens, ours, phoques, etc.) |
|  |                                                        |

|  | Perissodactyla (chevaux, tapirs, rhinocéros, etc.)                         |
|  |                                                                            |
|  | Cetartiodactyla (chameaux, porcs, ruminants, hippopotames, baleines, etc.) |
|  |                                                                            |